# Ōuchi Masahiro
Ōuchi Masahiro est un nom japonais traditionnel ; le nom de famille (ou le nom d'école), Ōuchi, précède donc le prénom (ou le nom d'artiste).
Ōuchi Masahiro (大内 政弘, 18 septembre 1446-6 octobre 1495) est un membre du clan Ōuchi et général au cours de la guerre d'Ōnin au service de Yamana Sōzen. Il affronte à de nombreuses reprises Hosokawa Katsumoto, le rival de Yamana et se retrouve à un moment donné à la tête de 20 000 hommes et 2 000 navires, manœuvrant ses troupes aussi bien sur terre que sur mer. Ces batailles se déroulent principalement à Kyoto mais aussi dans les propriétés de la famille Hosokawa et dans d'autres territoires.
Yamana et Hosokawa meurent tous deux en 1473 mais Ōuchi refuse de déposer les armes jusqu'à ce que la succession shogunale soit décidée ; il refuse même un ordre direct du shogun lui-même. Enfin, en 1475, après que la plupart des autres daimyos se sont soumis à la volonté du shogun, Ōuchi fait de même et rentre chez lui à Kyoto. Une fois là, il détruit sa propre demeure et peut-être aussi le château de Nijō du shogun, accusant les ashigaru dans son journal. Ōuchi quitte alors la ville et s'établit dans le domaine ancestral familial de Yamaguchi et tente d'y recréer la culture raffinée de Kyoto. Il décore somptueusement son château avec des illustrations importées de Chine et de Corée, ainsi qu'avec des pièces d'art japonais. Il invite également un certain nombre d'artistes de renom chez lui, dont Sesshū, qui peint l'emaki (Chōkan) à son intention en 1486.

## Source de la traduction
- (en) Cet article est partiellement ou en totalité issu de l’article de Wikipédia en anglais intitulé « Ōuchi Masahiro » (voir la liste des auteurs).